# Гамбурзький метрополітен
Гамбурзький метрополітен (нім. Hamburger U-Bahn) — мережа рейкового громадського транспорту, що проходить в тунелях і на естакадах, охоплюючи переважно північну частину міста. Поряд з гамбурзьким S-Bahn'ом метрополітен є одним з найважливіших видів громадського транспорту другого за розміром міста Німеччини.

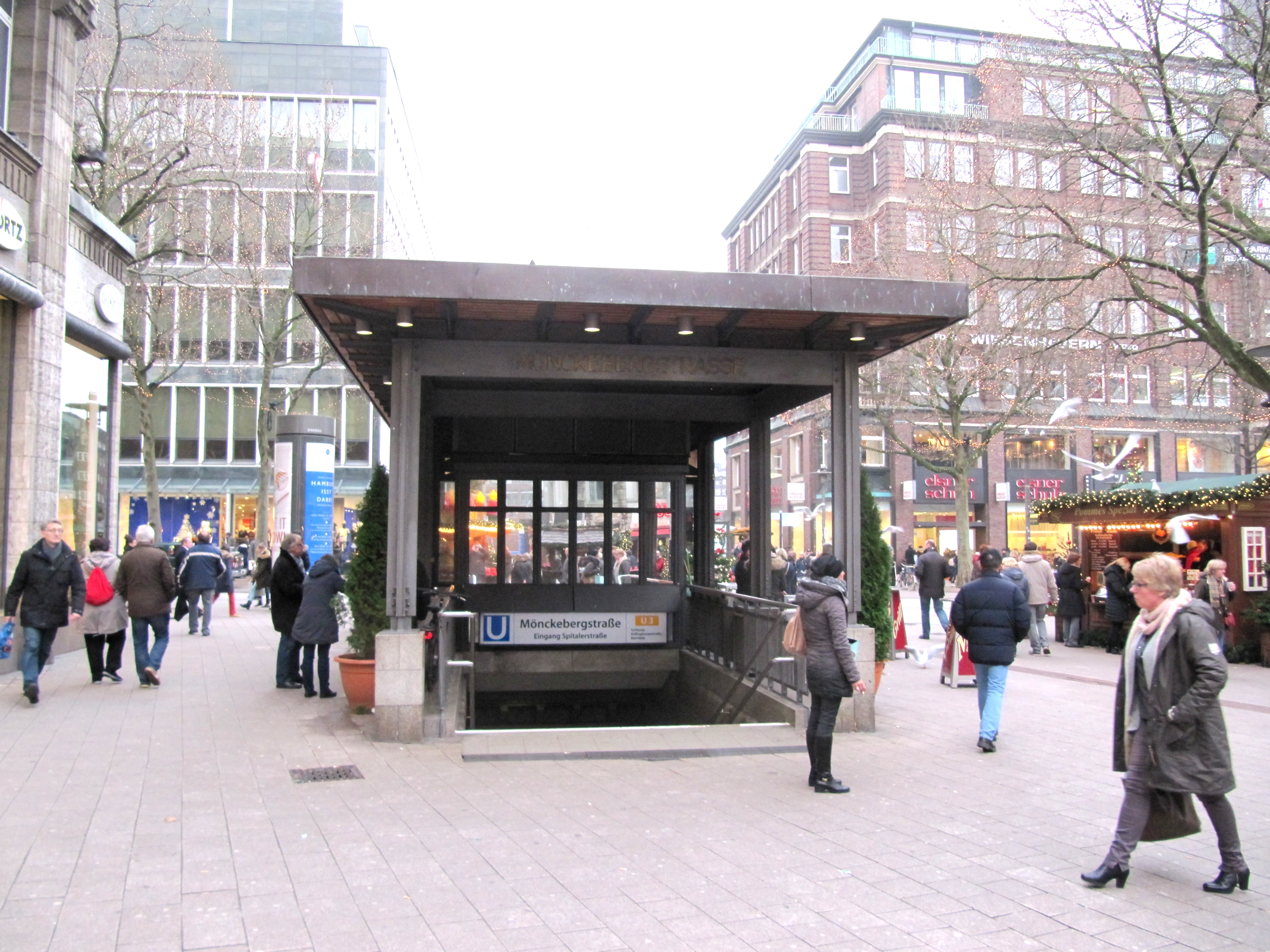
Вихід зі станції «Mönckebergstraße»

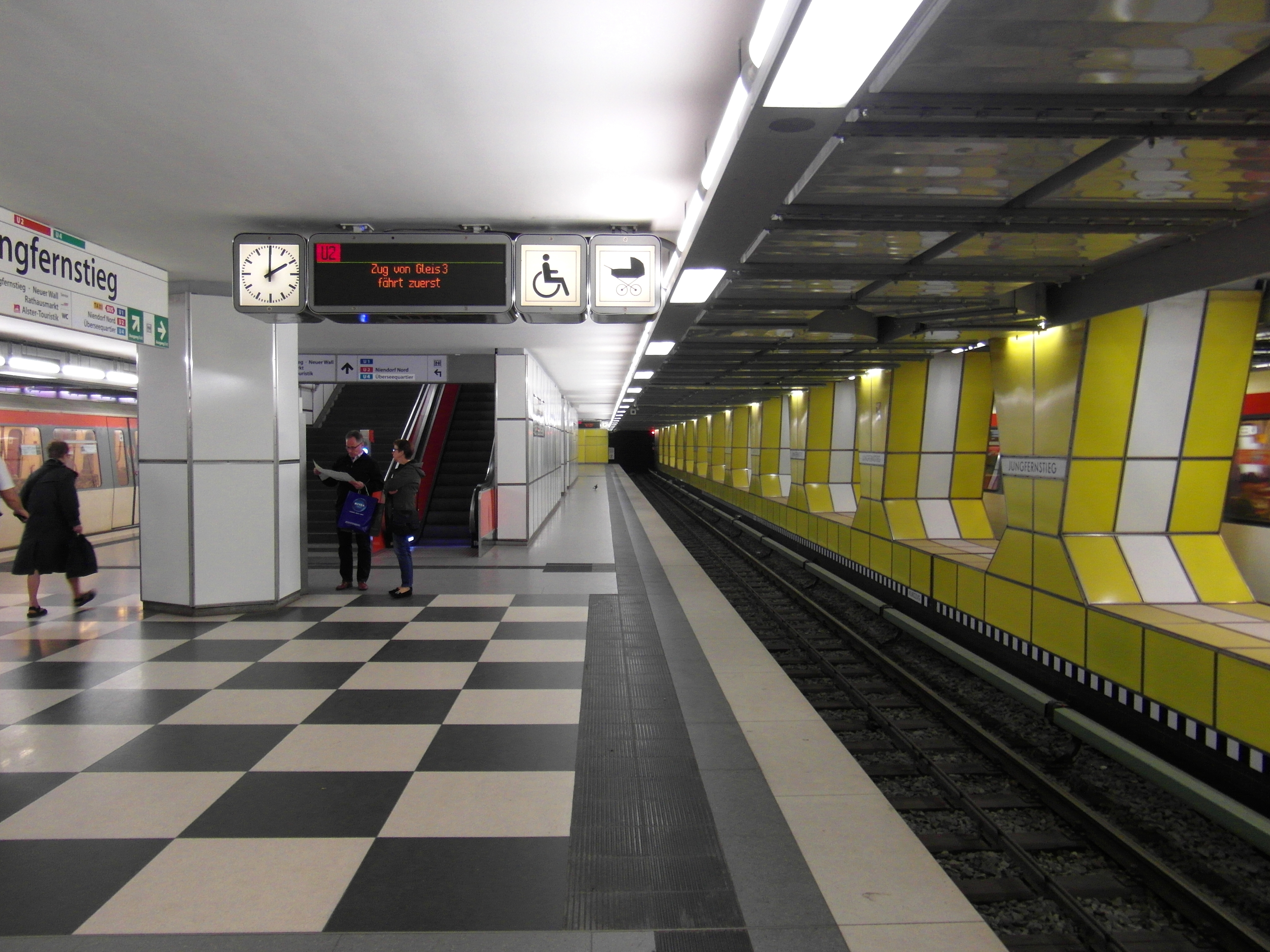
Платформа станції «Jungfernstieg»

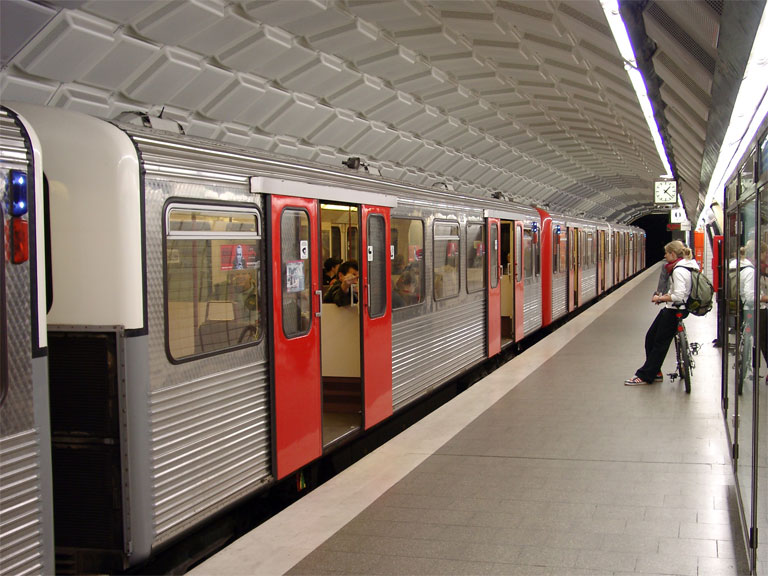
Одна з підземних станцій Гамбурзького метрополітену

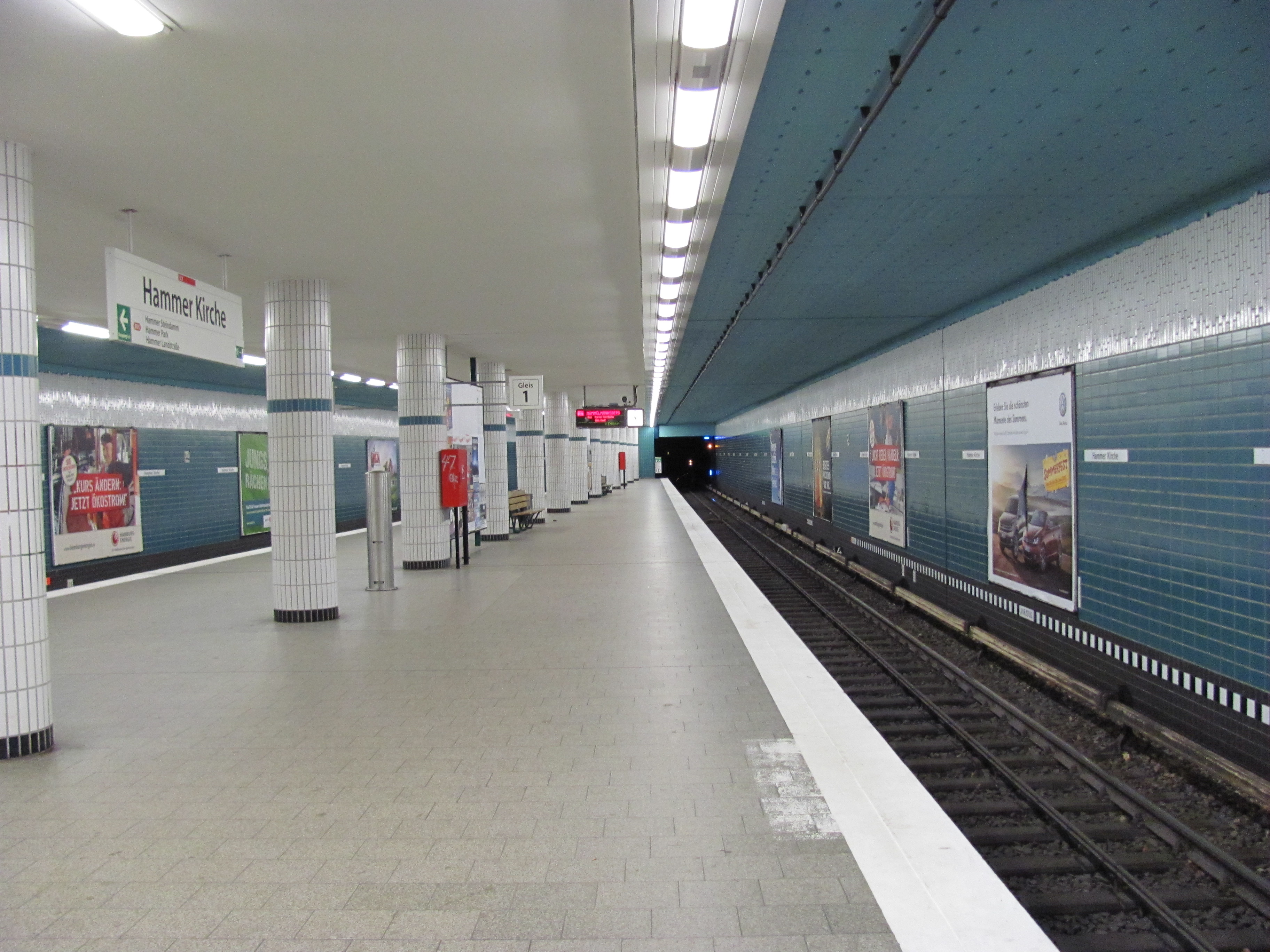
Платформа станції «Hammer Kirche»

## Історія
Планування будівництва метрополітену в місті почалося наприкінці 1890-х років, в 1906 році міська влада затвердила проект будівництва позавуличного електричного транспорту в Гамбурзі. Незабаром розпочалося будівництво. Початкова ділянка від станції «Rathaus» до станції «Barmbek» через «Mundsburg» відкрита 15 лютого 1912 року, складалася з 10 станцій. В травні того ж року сталося перше розширення системи, відкрилося ще 10 станції, ділянка «Barmbek»—«St. Pauli», замкнулася кільцева лінія 29 червня 1912.
Під час Другої світової війни через бомбардування система значно постраждала. Повністю відбудували метрополітен лише через п'ять років після закінчення війни, розвивати систему знов почали лише у 1960-х роках.
Останнє розширення системи відбулося в 2012 році коли була відкрита лінія U4. На лінії лише 2 власні станції, решта станцій спільно використовуються з лінією U2.

## Мережа ліній та інтервал руху
Мережа ліній починається в центрі міста та прямує в північному напрямку. На чотирьох лініях загальною довжиною близько 105 км розташовані 91 станція (45 підземних). Найдовшою лінією є U1, найкоротша лінія — U4. Мережа використовує стандартну європейську колію з третьою рейкою, по якій подається постійний струм напругою 750 Вольт.
Потяги ходять з 5-10-хвилинним інтервалом, в годину пік інтервал руху потягів становить 2 ½ хвилини. Рано вранці та пізно ввечері, а також на деяких зовнішніх ділянках мережі поїзди ходять раз на 20 хвилин.
Метрополітен працює з 4:00 до 1:00 по буднях та починаючи з грудня 2004 в ніч з п'ятниці на суботу та з суботи на неділю потяги ходять без нічних перерв що 20 хвилин.

### Лінії
На середину 2010-х мережа складається з ліній U1, U2, U3 і U4, при цьому лінія U1 обслуговує дві різні гілки мережі. Позначення ліній U1 і U2 були введені в 1966, через рік введено позначення U3. Особливістю системи є спільне використання станцій різними лініями.
| Лінія | Ділянка                                            | Введення в експлуатацію | Довжина в км | Станції | Підземних  |
| ----- | -------------------------------------------------- | ----------------------- | ------------ | ------- | ---------- |
| U1    | «Norderstedt Mitte» ↔ «Ohlstedt» / «Großhansdorf»  | 1 грудня 1914 - 1996    | 55,4         | 46      | 16 станцій |
| U2    | «Niendorf Nord» ↔ «Mümmelmannsberg»                | 21 жовтня 1913 - 1991   | 24,5         | 25      | 22 станції |
| U3    | Кільцева з відгалуженням до «Wandsbek-Gartenstadt» | 15 лютого 1912 - 1990   | 20,7         | 25      | 9 станцій  |
| U4    | «HafenCity Universität» ↔ «Billstedt»              | 29 листопада 2012       | 11,9         | 11      | 9 станцій  |

## Рухомий склад
Експлуатуються потяги DT4 та DT5. Це тривагонні потяги, зазвичай зчіплюються по два, утворюючі шестивагонний потяг. При цьому колісні візки знаходяться під кабінами і між вагонами (чотири візки на три вагони), що обумовлено малим радіусом кривих. Таким чином вагони зовсім невеликі — всього дві пари дверей. У DT3 відсутні проходи між вагонами. Потяг серії DT5 введений в експлуатацію у 2012 році, заплановано перевести весь рухомий склад метрополітену на цю серію.
Крім цього, досі іноді виходять на лінію вагони серії DT3 введені в експлуатацію у 1968 році, всього побудовано 127 вагонів. 68 вагонів пройшли модернізацію в період з 1994 по 2001 рік, решту вагонів утилізували. На 2018 рік 10 вагонів цього типу 1966 року, модернізовані та залишені у резерві на 10 років.

### Зняті з експлуатації вагони
Серія T/TU — використовувалася з моменту відкриття, з 1911 по 1943 рік було побудовано приблизно 400 вагонів. Частина вагонів була знищена під час війни, деякі були модернізовані у 1950-х 60-х роках, повністю зняті з експлуатації у 1970 році. Зараз в різних музеях залишилося 5 вагонів.
Серія DT1 — використовувалася з 1958 по 1991 рік, було побудовано близько 100 вагонів. Деякі вагони були модернізовані та використовувалися для технічних потреб до 2005 року. Три вагони залишені для музеїв.
Серія DT2 — використовувалася з 1962 по 2004 роки, було побудовано близько 200 вагонів. В 1980-х роках більшість вагонів пройшла модернізацію (серія DT2-Е), до листопада 2015 року 15 вагонів залишалися у резерві. Зараз залишився 1 потяг з декількох вагонів для музейних потреб.

## Розвиток
Будується розширення лінії U4 на 1 станцію «Elbbrücken» відкрити яку заплановано до кінця 2018 року. Планується будівництво Лінії U5, відкриття початкової ділянки можливе у середині 2020-х років.

## Галерея

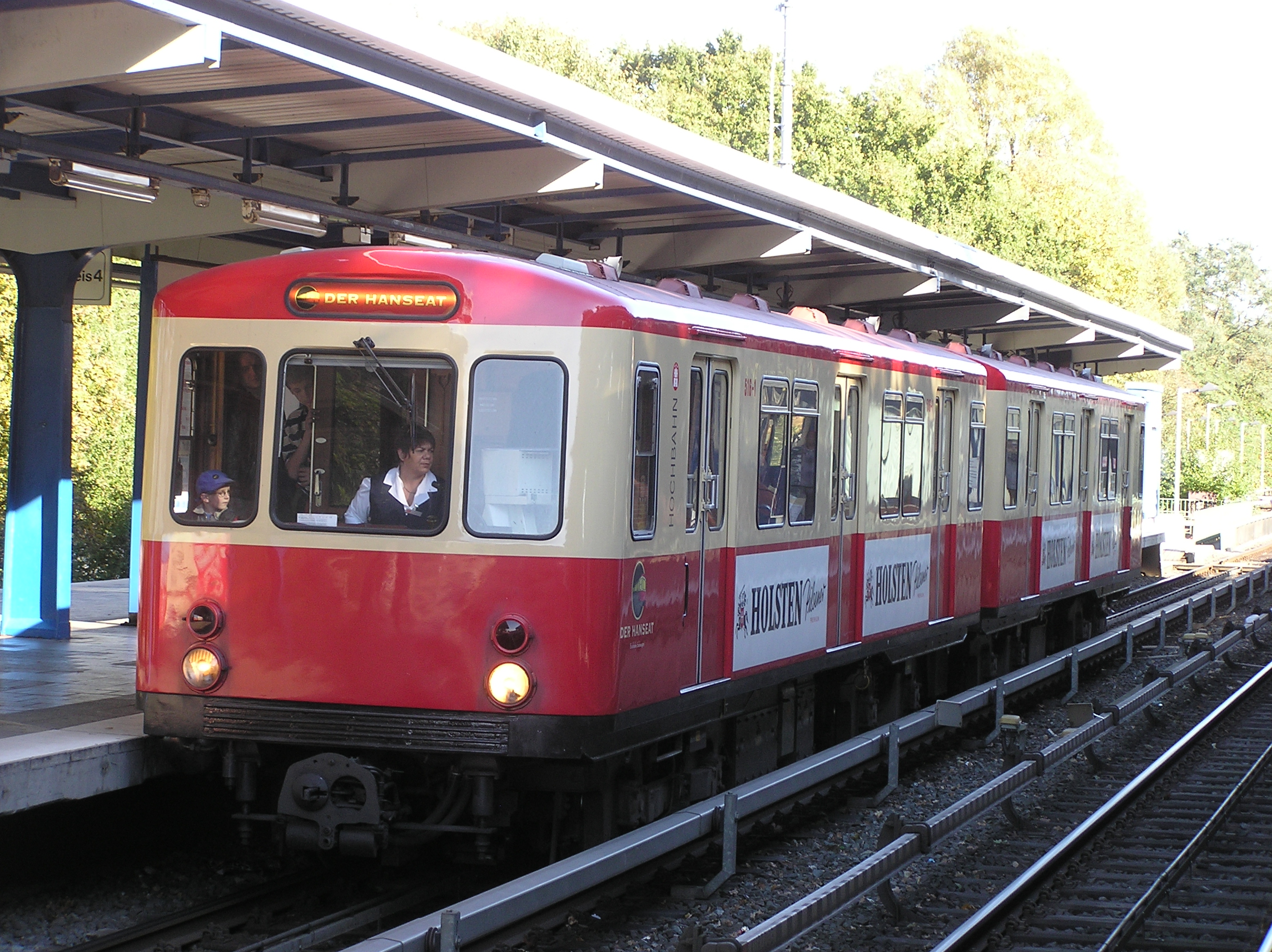
Рухомий склад серії DT1
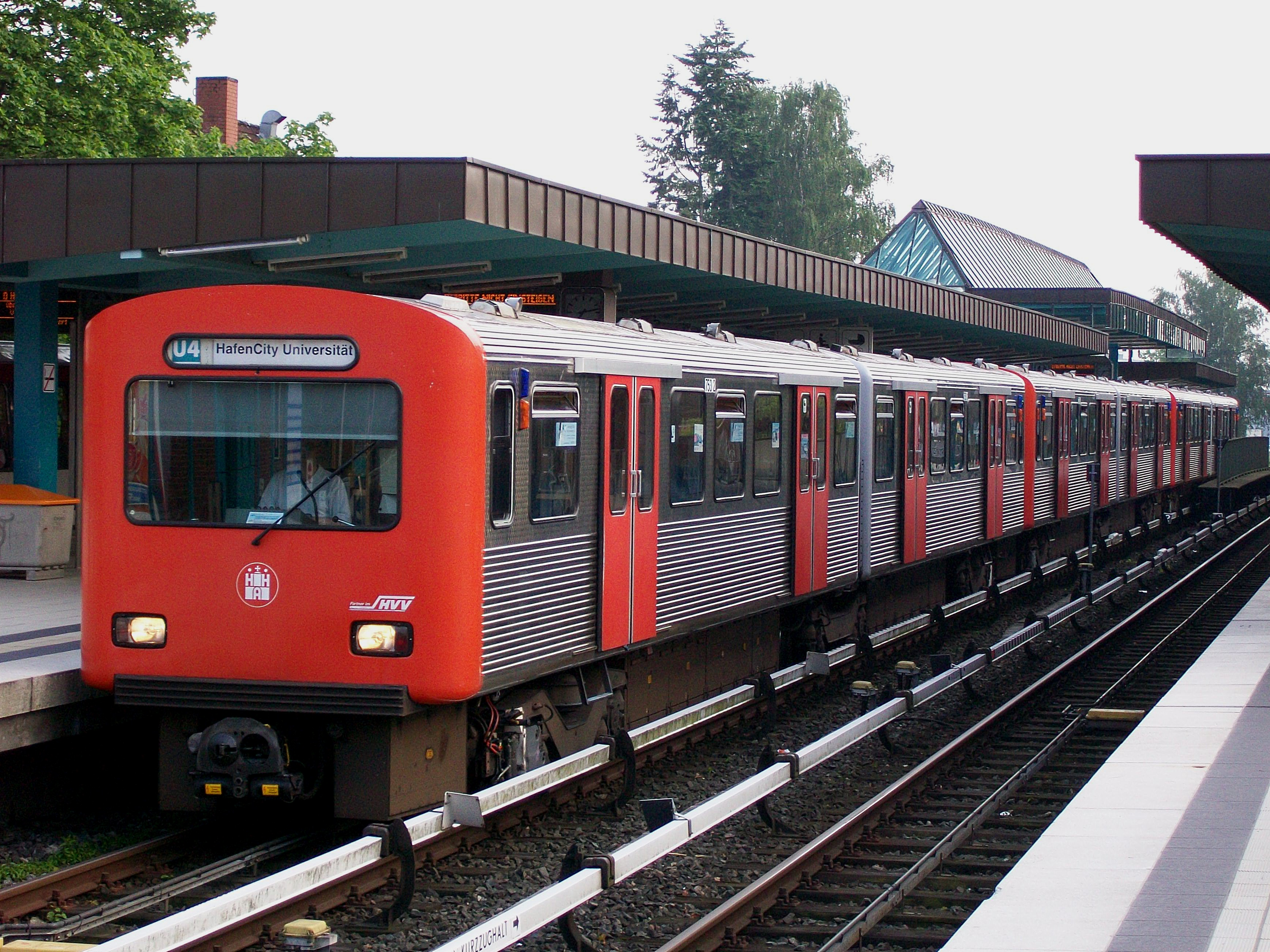
Рухомий склад серії DT2
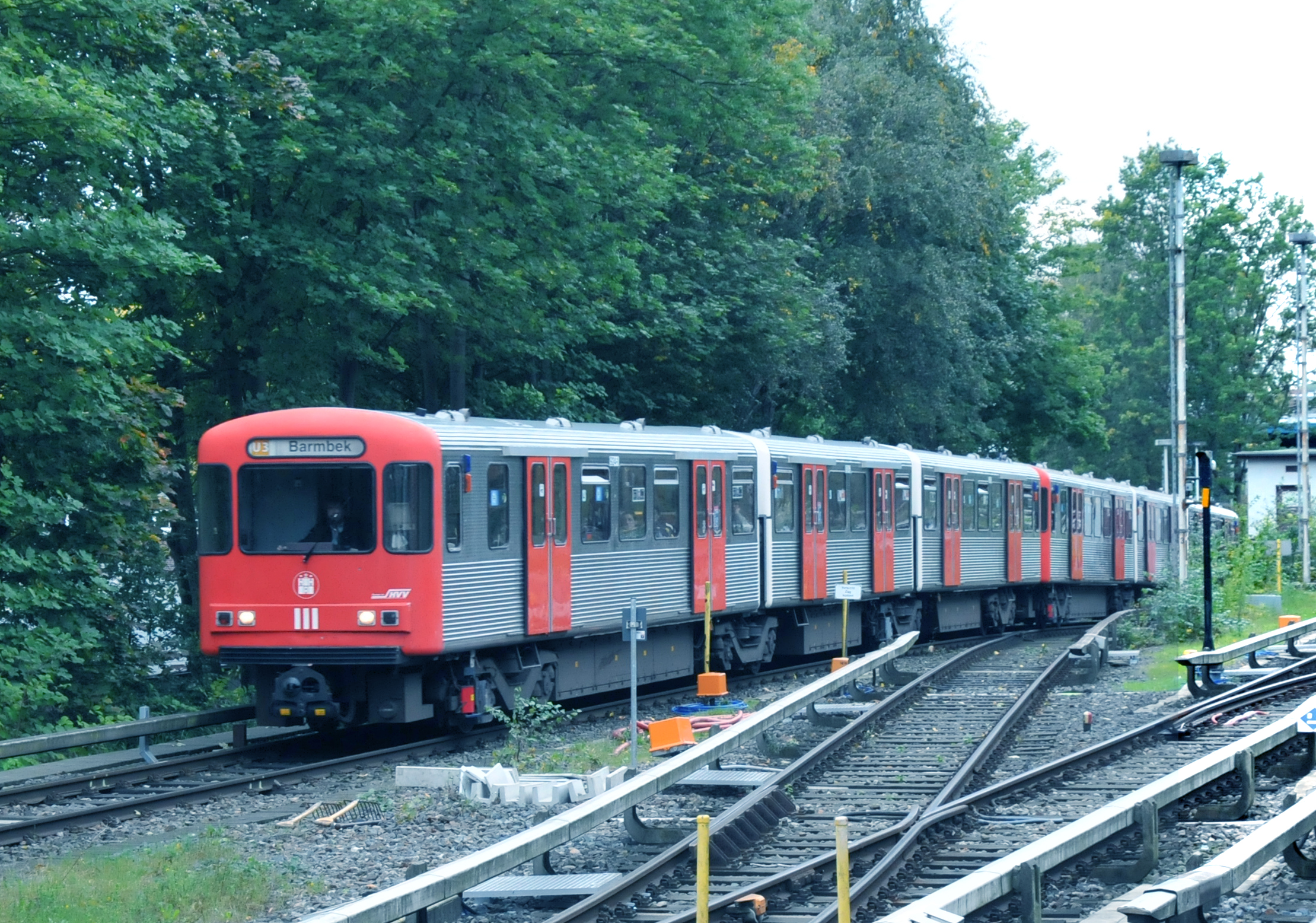
Рухомий склад серії DT3
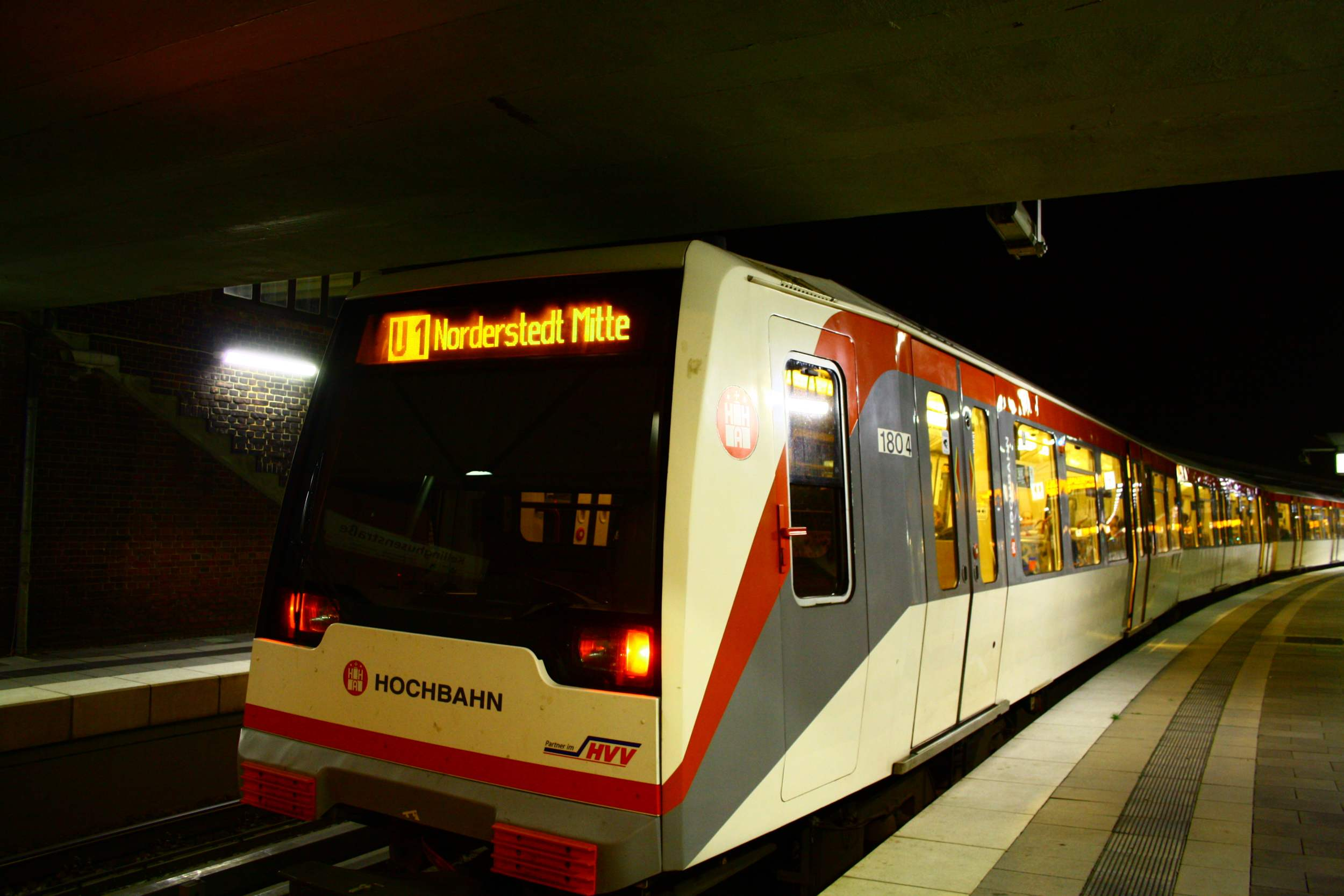
Рухомий склад серії DT4
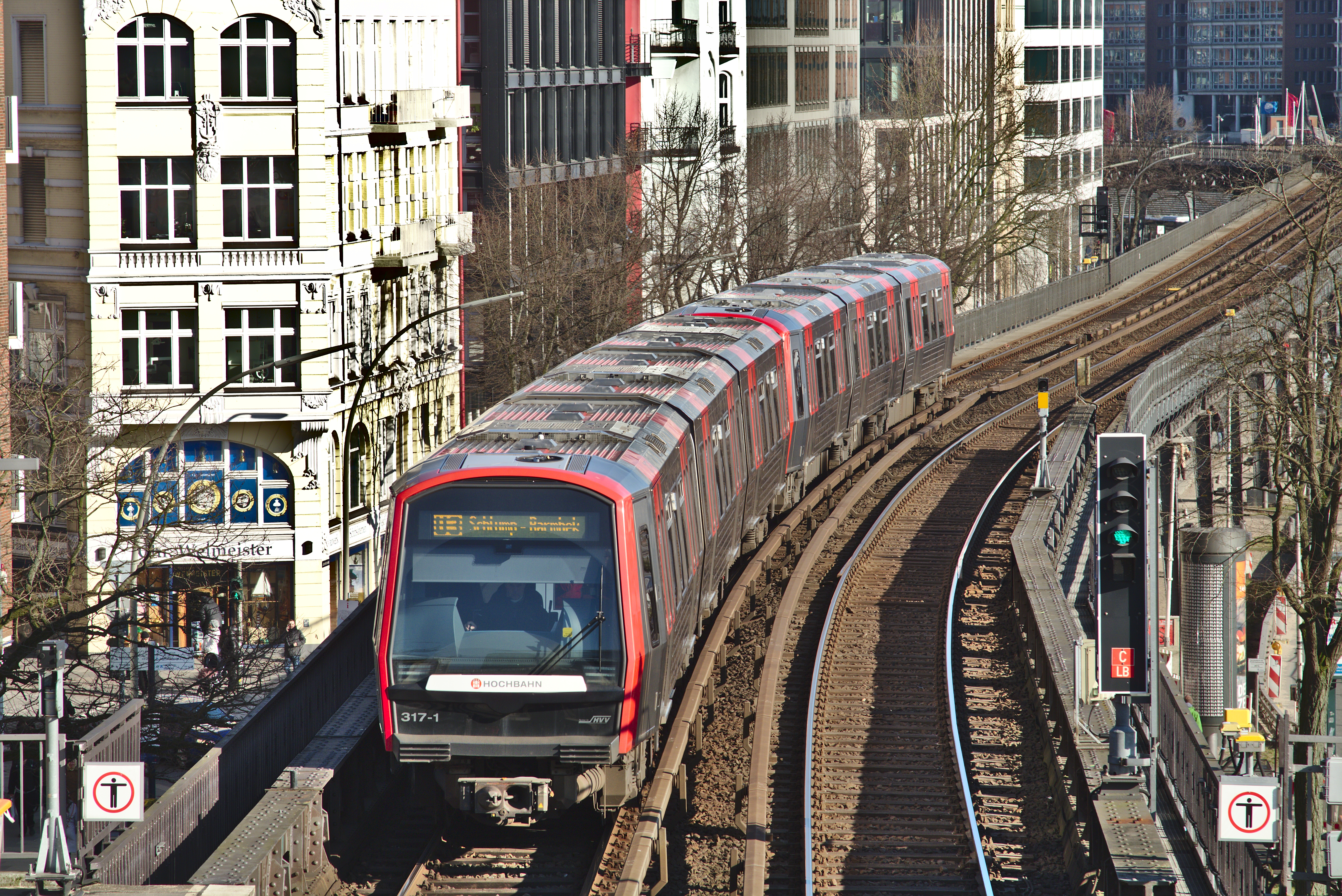
Потяг серії DT5 на естакадні ділянці лінії U3